# Chari (departamento)
Chari é um dos 3 departamentos que compõe a região de Chari-Baguirmi, no Chade. Sua capital é Mandélia.

Subprefeituras:
- Mandélia
- La Loumia
- Koundoul
- LiniaLinia
- Lougoun